# Couronne du peuple
La couronne du peuple (en allemand : Volkskrone) est une couronne héraldique créée en Allemagne après la Première Guerre mondiale. Lorsque la monarchie allemande a été renversée après la défaite, cette couronne a été créée pour remplacer les anciennes couronnes nobiliaires dans les armoiries des Länder allemands, les États de la République fédérale allemande. La couronne est faite de feuilles de vigne. En raison de sa conception, la couronne est également connue comme une Laubkrone (couronne de feuilles).
Pendant les années 1920, tous les États allemands utilisaient la couronne du peuple, mais après la Seconde Guerre mondiale seulement quelques-uns d'entre eux ont choisi de la conserver.

Petite armes de la Bade-Wurtemberg avec une forme locale de la Laubkrone.
Petite armes de la Bavière avec une couronne du peuple
Armes de  Berlin avec une couronne spéciale mélangeant la couronne du peuple avec une Couronne murale
Armes du Land Hesse avec une couronne du peuple
Armes du Rhénanie-Palatinat avec une couronne du peuple